# 6685 Boitsov
6685 Boitsov è un asteroide della fascia principale. Scoperto nel 1978, presenta un'orbita caratterizzata da un semiasse maggiore pari a 2,2319472 UA e da un'eccentricità di 0,1743011, inclinata di 3,72845° rispetto all'eclittica.